# Бигельды
Бигельды — село в Бурлинском районе Алтайского края России. Входит в состав Новосельского сельсовета.

## История
Основано в 1911 году. До 1917 года казахский аул Славгородской волости Барнаульского уезда Томской губернии. В 1928 г. аул Бигельдинский состоял из 81 хозяйства. Входил в состав Сункарбековского сельсовета Ново-Алексеевского района Славгородского округа Сибирского края. Была организована сельскохозяйственная артель «Большевик». С 1950 г. являлось центральной усадьбой укрупненного колхоза имени Калинина. В 1957 г. стало отделением совхоза «Мирный».

## Население
В 1928 году в ауле проживало 380 человек (210 мужчин и 170 женщин). Преобладающее население: казахи.
| 1997 | 1998 | 1999 | 2000 | 2001 | 2002 | 2003 |
| ---- | ---- | ---- | ---- | ---- | ---- | ---- |
| 179  | ↗191 | ↗210 | ↗218 | ↘216 | ↘183 | ↘131 |
| 2004 | 2005 | 2006 | 2007 | 2008 | 2009 | 2010 |
| ↘113 | ↘103 | ↘80  | ↘67  | ↘53  | →53  | ↘37  |
| 2011 | 2012 | 2013 |      |      |      |      |
| ↗39  | ↘35  | ↘30  |      |      |      |      |